# Horcajo de la Sierra
Horcajo de la Sierra là một đô thị trong Cộng đồng Madrid, Tây Ban Nha. Đô thị này có diện tích 21,2 km², dân số theo điều tra năm 2010 của Viện thống kê quốc gia Tây Ban Nha là 171 người. Đô thị này nằm ở khu vực có độ cao 1068 mét trên mực nước biển.